# بنیاد علمی محمدرضا حریری
بنیاد علمی محمدرضا حریری یک مرکز علمی و کاوشکده عمومی در شهر بابل است.
محمدرضا حریری در سال ۱۳۷۸ این بنیاد را در زمینی به مساحت تقریبی ۵۰۰۰ متر مربع در شهربابل ساخت و تمام هزینه‌های آن را تا زمان حیات خود پرداخت می‌کرد. وی مجموعه بنیاد حریری را به عنوان میراث علمی خود به مردم بابل هبه کرد و از مالکیت خود و اعضای خانواده‌اش خارج ساخت.
فعالیتهای بنیاد براساس وصیت بنیان‌گذار آن فقط در حوزه علم، فرهنگ و هنر انجام می‌گیرد و در سایر زمینه‌ها از جمله مسائل سیاسی فعالیت ندارد.

## هدف‌های بنیاد
- ایجاد زمینه‌های تحقیق در علوم پایه، علوم انسانی و هنر.
- اجرای پروژه‌های مطالعاتی در زمینه‌های، فرهنگی، اجتماعی و اقتصادی.
- کمک به نخبگان فکری و علمی برای و ایجاد ارتباط آنان با مجامع علمی و تحقیقاتی داخلی و جهانی.

## ارکان بنیاد
- هیئت امناء بالاترین مقام تصمیم‌گیری بنیاد و متشکل از حداقل ۱۵ نفر از افراد حقیقی و حقوقی است.
- هیئت مدیره که اعضای آن پنج نفرند. از زمان تأسیس تا کنون آقایان علی اکبر شهیری طبرستانی و دکتر علیرضا خصالی در دوره‌های متناوب ریاست آن و نیز مهندس مرتضی قدسی و خانم صدیقه عباس‌پور مدیر عاملی بنیاد را بر عهده داشته‌اند.
- بازرسان

## عمده‌ترین فعالیت‌ها
بنیاد در سال‌های اخیر در زمینه‌های زیر فعالیت کرده است:
- فراهم نمودن امکانات آزمایشگاهی برای دانش آموزان بصورت:
- بازدید عمومی: سالانه به‌طور متوسط بیست هزار نفر از سراسر استان بصورت گردش علمی در رشته‌های فیزیک -شیمی- زیست‌شناسی - زمین‌شناسی- نجوم
- بازدید تخصصی: انجام آزمایش‌های ویژه و تخصصی به سفارش و درخواست مدیران یا مسئولان آزمایشگاه‌های مدارس شهرستان
- بازدید کارگاهی: انجام آزمایش توسط خود دانش آموزان زیر نظر متصدیان بنیاد
- بازدید خانوادگی: بصورت دستجمعی وجداگانه
- برگزاری کارگاه‌های تخصصی: علوم، ریاضی، فیزیک شیمی کشت سلولی، نجوم زیست‌شناسی، زمین‌شناسی، IT، الکترونیک، رباتیک (ویژه دانشجویان و فارغ التحصیلان)، پایتون، برنامه‌نویسی
- برگزاری مسابقات و جشنواره‌های دانش آموزی و دانشجویی از جمله مسابقات آزمایشگاهی شیمی تحت عنوان جایزه علمی حریری که سالانه برگزار شده و صدها نفر در آن شرکت کرده و می‌کنند.
- جشنواره ریاضی‌ورزی ریر نظر دکتر کمال میرنیا با هدف تشویق جوانان به تحصیل در رشته ریاضی.
- برپایی نمایشگاه دست ساخته‌های دانش آموزان و عرضه دست‌آوردهای علمی دانش آموزان از جمله ساختن کاغذ، مدار الکتریکی، ساختن شمع.
- برگزاری کارگاه‌های راه موفقیت که میزگردی برای آشنایی جوانان با کارآفرینان موفق است.
- برپایی نمایشگاه نقاشی از آثار هنرجویان در کارگاه‌های نقاشی بنیاد.
- جلسات رونمایی و معرفی کتاب.
- برگزاری کارگاه‌های علمی و فرهنگی.
- برگزاری برنامه‌های شب‌های بنیاد در قالب شب شعر، نمایش فیلم و اجرای موسیقی.
- برگزاری همایش، سمینار و رویدادهای علمی مثل نجوم به زبان ساده، کارگاه‌های تخصصی در حوزه کار آفرینی، زباله سوزی و دفن زباله و کارگاه‌های ویژه شهرداری.
- برگزاری کارگاه‌های سلامت شامل طرح مسائل پزشکی به زبان ساده با حضور پزشکان متخصص و شرکت شهروندان.
- اجرای برنامه‌های لایو اینستاگرامی و وبینار
- کتابخانه بنیاد که بیش از ده هزار جلد کتاب دارد و به روش دیویی کد گذاری و سامان‌دهی شده است.

## مسائل مالی
هزینه‌های بنیاد را محمدرضا حریری تا زمان حیات خود در سال ۱۳۸۷ پرداخت می‌کرد. پس از درگذشت مهندس حریری این مؤسسه برای تأمین هزینه‌های جاری با چالش‌های جدی مواجه شد به همین خاطر هیئت مدیره سیاست جذب مشارکت مردمی و خیرین را در دستور کار خود قرارداد. صندوق قرض الحسنه توسعه عصر شمال (ولیعصر سابق) و شورای شهر و شهرداری بابل و جمع دیگری از خیرین به بنیاد کمک مالی کردند.